# Distretto di Melitopol'
Il distretto di Melitopol' (in ucraino Мелітопольський район?) è un distretto nell'oblast' di Zaporižžja in Ucraina. Il suo centro amministrativo è la città di Melitopol'. Ha una popolazione di 276 636 abitanti.
Il 18 luglio 2020, come parte della riforma amministrativa dell'Ucraina, il numero di distretti dell'oblast di Zaporižžja è stato ridotto a cinque e l'area del distretto di Melitopol' è stata notevolmente ampliata.